# Microrhopala
Microrhopala là một chi bọ cánh cứng trong họ Chrysomelidae.
Chi này được miêu tả khoa học năm 1837 bởi Chevrolat.

## Các loài
Các loài trong chi này gồm:
- Microrhopala beckeri Weise, 1905
- Microrhopala ciliata Weise, 1911
- Microrhopala columbica Weise, 1911
- Microrhopala cyanea (Say, 1823)
- Microrhopala erebus (Newman, 1841)
- Microrhopala excavata (Olivier, 1808)
- Microrhopala floridana (Schwarz, 1878)
- Microrhopala hecate (Newman, 1841)
- Microrhopala inermis (Staines, 2006)
- Microrhopala moseri Uhmann, 1940
- Microrhopala perforata Baly, 1864
- Microrhopala pulchella Baly, 1864
- Microrhopala rileyi (Clark, 1983)
- Microrhopala rubrolineata (Mannerheim, 1843)
- Microrhopala sallei Baly, 1864
- Microrhopala suturalis Weise, 1905
- Microrhopala unicolor Champion, 1894
- Microrhopala vittata (Fabricius, 1798)
- Microrhopala xerene (Newman, 1838)